# Jacques Poincenot

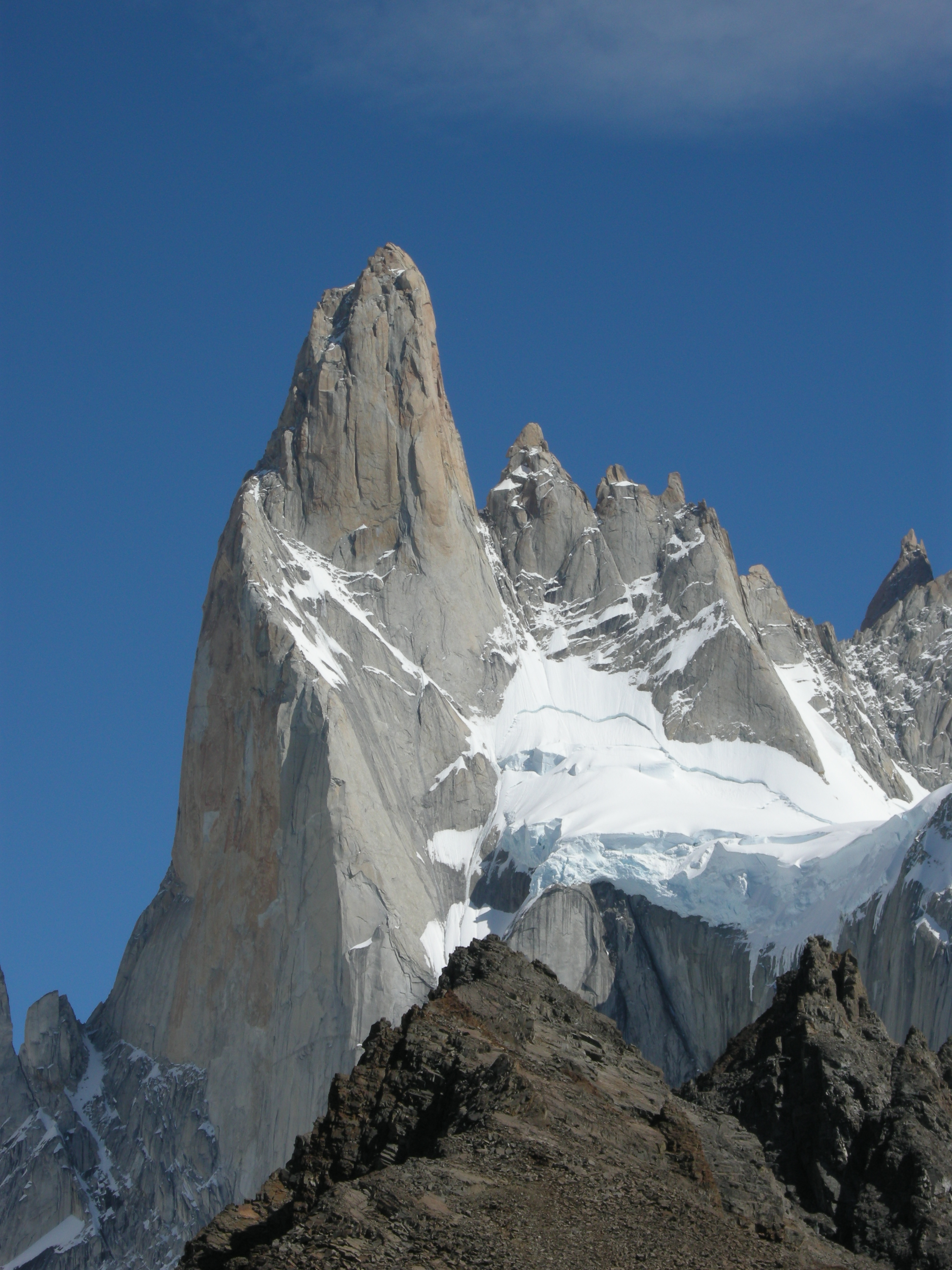
L'Aguille Poincenot presso il monte Fitz Roy

Jacques Poincenot (1925 – El Chaltén, 27 dicembre 1951) è stato un alpinista francese.

## Biografia
Tra gli alpinisti della cosiddetta nuova generazione a cavallo tra la seconda guerra mondiale e il dopoguerra, tra il 4 e 5 agosto 1946 attua con Pierre Allain, René Ferlet e Guy Poulet, la seconda ripetizione della via Cassin sulla Punta Walker (4.208 m) delle Grandes Jorasses.
L'anno seguente, il 1947, fa parte del cortometraggio À l'assaut de la Tour Eiffel (23', b/n), di Alain Pol, nel quale è ripresa la scalata della Tour Eiffel da parte dello stesso gruppo di alpinisti delle Grandes Jorasses. Il film vince il premio Louis Lumière nel 1948 e viene premiato alla Biennale di Venezia.
Qualche anno dopo è membro della spedizione 1951-1952 sul monte Fitz Roy, in Patagonia, assieme a Lionel Terray e altri. Perde la vita annegando nel Rio de las Vueltas mentre tentava di attraversarlo, nel punto in cui poi successivamente sarà costruito il ponte che dà l'accesso all'abitato di El Chaltén. La sua morte ebbe ampia eco nell'opinione pubblica dell'epoca.

## Omaggi
- A lui è dedicata la nota Punta Poincenot (3.002 m) del monte Fitz Roy,[11] una delle più belle di tutto il massiccio, e il campo base della montagna stessa.[12]